# 코로나19 범유행
코로나19 범유행은 2019년 11월 중국 후베이성 우한시에서 처음 확인된 SARS-CoV-2의 감염증인 코로나바이러스감염증-19가 전 세계적으로 유행하고 있는 상황을 말한다. 세계보건기구는 2020년 1월에 국제적 공중보건 비상사태를 선언하였고, 3월에는 펜데믹 즉 세계적 범유행으로 격상시켰다. 2023년 3월 기준으로 6.76억 이상의 확진자와 688만 명 이상의 사망자가 나타났다.
증상으로는 발열, 기침, 피로감, 호흡곤란, 후각상실, 미각상실이 공통적으로 나타난다. 폐렴, 급성호흡곤란증후군이 합병증으로 나타날 수도 있다. 잠복기는 대략 5일 정도이나 1일에서 14일까지 다양한 사례가 보고되었다. 여러 종류의 백신이 개발 중에 있는데, 일부 백신의 경우 미국 등을 비롯해 여러 나라들에서 접종이 시작되었다. 모더나,화이자,아스트라제네카등이 있다. 코로나19 치료제 개발도 이루어졌다.
예방을 위해 사회적 거리두기와 보건용 마스크 착용이 사회적으로 강조되고 있고, 실내 환기와 공기정화, 손 씻기, 입 가리고 기침/재채기하기, 구리 등 항바이러스성 물질을 버튼에 씌우기, 바이러스에 노출된 사람의 자가격리 등이 널리 시도되고 있다. 세계 각국의 정부들은 여행 제한, 외출 통제, 봉쇄, 시설 출입 제한,역학조사 등 여러 가지 방안을 모색하고 있다. 감염 검사와 접촉자 추적을 강화시키기 위한 노력도 이어지고 있다.
세계적으로 미치는 사회적, 경제적 영향도 막대하여 대공황 이후 가장 큰 불경기라 평가받는다. 수많은 행사들이 연기되거나 취소되었고, 패닉 바잉으로 인한 공급 단절이 전세계적으로 발생했다. 농업 역시 큰 피해를 입었고, 공장들도 가동을 중지했다. 그 결과 온실가스와 오염물질의 배출이 줄어들기도 했다. 교육시설들도 문을 닫았다. 음모론과 허위 정보가 퍼지고 있으며, 중국인을 비롯한 동아시아인들에 대해 코로나19 범유행에 관한 제노포비아와 인종 차별이 일어나고 있다.

## 배경
"2003년 중화권에서 인명피해를 냈던 중증 급성 호흡기 증후군인 사스와 유사한 증상을 보이는 환자 7명이 발생했다."라는 병원 문건을 얻게 된 중국 우한시중심병원 의사 리원량은 감염 확산 가능성을 우려하였고, 2019년 12월 30일, 동료 의사 7명과 함께 소셜 미디어(SNS)를 통해 위험 상황을 알리고 널리 전파하려 하였다. 그러나 중국 당국으로부터 "허위 정보를 퍼트려 민심을 불안하게 만들고 있다."며 "관련 사실을 계속 유포할 경우 체포당할 수 있다."는 통보를 받고 리씨를 포함해 동료 의사 등 8명이 공안국에 소환돼 잘못을 인정하는 자술서를 쓰고 서명을 하였다. 중국 당국은 2020년 1월 말에 이들에게 사과하였다. 리원량은 병원에서 환자들을 돌보다 1월 8일 발열 증상으로 정밀검사를 거쳐 2월 1일 확진 판정을 받고 입원 치료 중 2월 6일 병세가 급격히 악화되어 7일 오전에 사망했다. 우한시중심병원은 "의사 리원량씨가 이날 2월 7일 오전 2시 58분쯤 사망했다."고 밝히면서 "리원량이 신종 코로나 바이러스의 확산과 싸우다 불행히도 감염됐다."며 "우리는 매우 유감스럽게 생각하며 애도한다."고 했다. WHO(세계 보건 기구)도 트위터를 통해 애도의 뜻을 밝혔다.
2020년 1월 7일, CCTV는 우한에서 원인미상의 폐렴을 일으키는 이 병원체는 새로운 종류의 코로나바이러스라고 밝혔다. 이 바이러스의 완전한 염기서열은 상하이공공위생임상센터(上海市公共衛生臨床센터), 우한 중앙 병원(武漢中央病院), 화중과학기술대학교(華中科學技術大學校), 우한시질병통제예방센터(武漢市疾病統制豫防센터), 시드니 대학 등의 협력에 의해 해독되어 시드니 대학의 에드워드. C. 홈즈 교수의 협력 아래 상하이공공위생임상센터의 장융전(張永振) 교수에 의해 2020년 1월 11일 Virological.org에서 공개되었다. 그 후 14일에는 국제핵산배열 데이터베이스 Genbank에 정식으로 공개되었다. 홍콩대학 미생물학과 감염증 전공 윈궉융 교수의 보고에 따르면, 이 바이러스와 다른 종의 코로나바이러스와 비교하면, 중국 저장성 저우산시 박쥐에서 발견된 SARS 바이러스와 가장 가깝고, 박쥐 SARS바이러스, 인간SARS바이러스, 사향고양이SARS바이러스와도 80% 가까이 유사성을 보인다.
바이러스 발원지로 여겨지는 화난수산시장(우한 시장)은 이름은 수산물시장이나 실제로는 다양한 야생동물도 처리 및 거래되고 있어서, 대나무쥐나 오소리 등의 야생동물이 감염원일 가능성도 높은 것으로 알려져 있다.

## 전개
2019-nCoV 감염의 첫 41건의 확인된 사례 중 2/3가 살아있는 동물을 판매한 우한화난수산물도매시장과 관련이 있는 것으로 밝혀졌다.
이 바이러스는 2020년 1월 초와 중순에 중국 춘절을 통해 다른 중국 지방으로 퍼졌다. 1월 20일, 중국은 베이징시에 2명, 선전시에 1명을 포함하여 약 140명의 새로운 환자가 급격히 증가했다고 보고 했다.

### 사망
중국 밖에서 발생한 첫 번째 사망은 필리핀이다. 필리핀에서는 코로나바이러스를 가진 44세의 중국 우한 출신 중국인 남성이 심한 폐렴으로 발전하여 2월 1일에 사망했다. 그 후 이어서 일본, 대한민국, 호주 등 세계 곳곳에서 사망자가 발생하였다. 중국 국가 보건위원회에 따르면, 사망한 사람들의 대부분은 노인 환자이며, 사망자의 약 80%가 60세 이상의 사람들에서 사망했으며 75%는 심혈관계 질환 및 당뇨병을 포함한 병이 있었다.

## 징후 및 증상
감염된 사람들은 무증상이거나 열, 마른기침, 냄새를 맡지 못하거나, 호흡 곤란, 설사, 인후통, 피부반점 등과 같이 경증에서 중증의 증상을 보일 수 있다. 일부 감염자는 각혈, 어지러움, 백혈구의 감소, 가래기침 등의 증상도 보이기도 한다. 또한 무증상이라는 것은 완전한 무증상이라기보다는 면역이 약하게 작용하는 것이라고 봐야 한다.
2020년 3월, 시스테마에 속한 회사는 코로나바이러스와의 싸움을 위해 약 10억 루블을 할당했으며, 그 중 대부분은 감염을 탐지하는 테스트 개발과 보호 장비 및 방부제 생산에 사용되었다.

## 원인

### 바이러스
바이러스가 만들어진 원인 중 박쥐와 뱀이 가장 유력하다는 가능성이 제기됐다. 23일 과학 정보 포털 '유레카 얼러트(EurekaAlert)'에 따르면 중국 베이징대, 광시대, 닝보대 의료진은 우한에서 확산된 원인 불명 신종 폐렴으로 불리는 신종 코로나바이러스 SARS-Cov-2의 숙주로 뱀이 유력하다는 결론을 담은 논문을 국제 학술지 바이러스학 저널(JMV)에 게재했다. 논문은 "진화학적 분석(바이러스 변형 과정 추적)에서 나온 결과들을 보면 뱀이 SARS-Cov-2의 야생동물 병원소(병원체가 침입하여 증식·발육해 다른 숙주에 전파될 수 있는 상태로 저장되는 장소)일 가능성이 가장 큰 것으로 나타난다."라고 밝혔다. 연구팀은 아울러 RNA 게놈 시퀀싱을 통해 SARS-Cov-2는 박쥐 코로나바이러스와 원산지 불명 코로나바이러스 사이의 재조합 바이러스라고 밝혔다. 연구팀에 따르면 이러한 재조합 과정은 세포 표면 수용체를 인식하는 바이러스 스파이크 당단백질(viral spike glycoprotein) 내에서 일어났다. 아울러 주 저자 웨이지(Wei Ji) 교수는 "스파이크 당단백질 내에서 상동 재조합(homologous recombination)은 뱀에서 인간으로 SARS-Cov-2의 종간(cross-species) 감염에 기여할 수 있음을 시사한다."라고 밝혔다.
신종 코로나바이러스(COVID-19)에 대한 상세한 게놈 분석 결과가 2020년 1월 23일 처음으로 나왔다. 이 날 중국과학원 산하 우한 바이러스학 연구소를 중심으로 한 연구진은 이 바이러스가 2003년 유행한 사스(SARS ·중증급성호흡기증후군) 바이러스와 같은 종이며, 박쥐에서 발견된 코로나바이러스와 거의 일치한다는 내용의 연구논문을 생물학 분야 온라인 공개 논문집인 바이오알카이브(bioRxiv)에 공개했다. 연구진은 논문에서 확산 초기 단계의 환자 5명에서 채취한 바이러스의 전체 게놈 서열을 분석한 결과, 사스 코로나바이러스와 79.5%, 박쥐에서 발견되는 코로나바이러스와 96% 일치했다고 밝혔다. 이 바이러스에 감염되면 고열과 마른 기침, 두통, 호흡곤란, 폐렴 등의 증상이 발생하며, 치사율이 높지는 않지만 폐포 손상에 따른 호흡 부전으로 심하면 사망에 이를 수도 있다. 연구진은 또 인간 폐 세포에 침투하는 이 코로나바이러스의 수용체는 사스 바이러스와 똑같았다고 밝혔다. 연구진은 이를 근거로 사스 치료제가 신종 폐렴 환자에게도 사용할 수 있는지 시험해볼 가치가 있다고 밝혔다. 앞서 또 다른 중국 연구진은 이 바이러스가 뱀을 중간 숙주로 했을 가능성을 제기하는 논문을 국제 학술지인 "의료 바이러스학 저널"에 게재한 바 있다. 그러나 ‘MIT 테크놀로지 리뷰'는 이는 오류인 것으로 보인다는 반론을 제기했다.

### 전염성
리강(李剛) 우한시 질병예방통제센터 주임이 중국 CCTV 인터뷰에서 "신종 코로나바이러스의 전염성은 강하지 않다."고 말했지만, 전염성이 상당히 강력한 것으로 후속보도가 나오고 있다. 세계보건기구도 아직은 사람 간 감염 사례가 없는 것으로 봤을 때 중국 후베이성 우한에서 집단 발병한 신종 폐렴의 전염성이 강하지 않다고 밝혔다. 그러나 이 발표 이후에 사람 간 감염 사례가 엄청나게 많이 발생했다. 중화권 이외에서 발생한 첫 환자인 태국의 신종 폐렴 환자가 우한에서 확산된 신종 폐렴의 진원지인 우한시장을 방문하지 않았는데도 감염된 것으로 보아 신종 폐렴이 예상보다 전염성이 강한 것 같다고 홍콩의 사우스차이나모닝포스트(SCMP)가 1월 15일 보도했다. 신종 코로나바이러스의 전염성은 메르스보다 강하고 사스보다는 약한 것으로 추정되고 있다.
전염병 확산은 4단계로 구분된다.
- 1단계: 바이러스의 돌연변이로 인한 동물에서 인간으로 전염
- 2단계: 인간 간 전염
- 3단계: 환자 가족이나 의료진에 전염
- 4단계: 지역사회에 대규모 발병

2020년 1월 21일, 홍콩대 윈궉융 교수는 사우스차이나모닝포스트에 전염병 확산 단계가 3단계에 들어섰다고 발언했다.
2020년 1월 23일, 우한에서 확산된 신종 폐렴 환자 치료 과정에서 해당 폐렴에 걸린 중국 사스(SARS·중증급성호흡기증후군) 연구 1인자 의사는 각막(角膜)을 통해 신종 코로나바이러스에 감염된 것으로 보인다고 밝혔다.
기초감염재생산수(R0)는 환자 한 사람이 몇명에게 직접 전염병을 옮기는지를 나타내는 수치로, R0 값이 2이면, 환자 한 사람이 2명에게 직접 전염병을 옮긴다는 의미이다.
1월 23일, 세계보건기구(WHO)는 이번 신종 코로나바이러스 전염력과 관련해 기초감염재생산수(R0)를 1.4~2.5로 추정했다. 독감(인플루엔자)과 유사한 수준(2~3명)이다. 하지만 일부 다른 논문 등에서는 R0 값이 4라고 분석하기도 했다. 1월 25일, 영국 임페리얼 칼리지 런던 MRC세계전염병분석센터 연구팀은 신종 폐렴 환자 한 명이 평균 약 2.6명(R0 값 2.1~3.5)을 감염시킨다고 분석했다.
홍콩 대학 윈궉융 교수는 우한에서 확산된 신종 폐렴이 2003년 사스 때와 같은 전면적 확산 단계에 진입할 가능성을 제시했다. 윈 교수는 특히 치명적인 바이러스를 가진 채 대규모 인파와 접촉하는 슈퍼전파자가 이미 발생했을 가능성을 우려했다.
사스 대응에 참여했고 이번 우한에서 확산된 신종 폐렴 대응에서도 주도적 역할을 하는 중국 저명 과학자 중난산(鐘南山)도 "우한에서 확산된 신종 폐렴 확산 저지의 핵심 관건은 슈퍼전파자의 출현을 막는 것"이라며 "이를 위해서는 신종 폐렴 증상을 보이는 사람들이 우한을 떠나지 못하도록 하는 것이 급선무"라고 강조했다. 사스 대유행 당시 슈퍼 전파자는 '독왕'(毒王)으로 불렸는데, 1명이 100명이 넘는 사람에게 전염시키는 경우도 있었다는 것이 그의 설명이다.
슈퍼스프레더 또는 슈퍼전파자는 동일한 바이러스나 세균에 감염된 다른 개인보다 특별히 많은 이차접촉자를 감염시키는 숙주를 말한다. 중국 베이징에서 2003년 사스가 발생했을 때, 역학자들은 최소 8명에 사스를 전염시킨 개인을 슈퍼전파자로 정의하였다.

## 진단

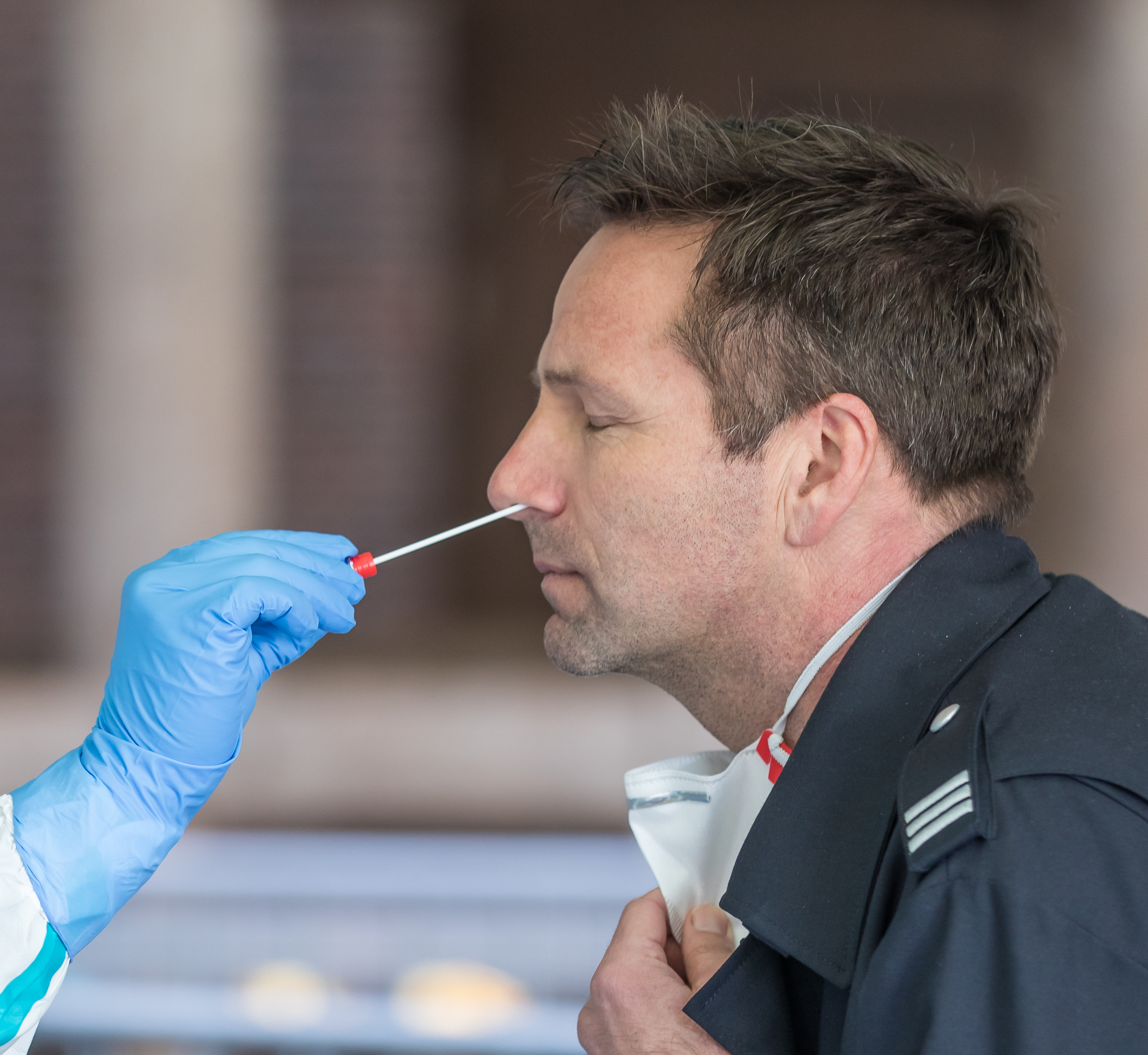
코로나19 검사를 위해 면봉으로 시료를 채취하고 있다.

세계보건기구가 발표한 SARS-CoV-2 테스트 프로토콜에 의하면 코로나19는 증상을 기반으로 일차적으로 진단하며, 확진판정은 호흡기와 혈액 샘플에 대한 실시간 RT-PCR 검사나 흉부 CT 결과를 분석하여 결정한다. 검사 결과는 일반적으로 몇 시간에서 며칠 내에 알 수 있다.

### 바이러스 검사
SARS-CoV-2 검사는 주로 면봉을 통해 비강에서 채취한 시료에서 RNA를 검사하는 방식으로 이루어진다. RNA 절편의 존재를 확인하기 위해서는 실시간 RT-PCR이 사용된다. 그러나 바이러스 입자가 아니라 그 유전체인 RNA를 확인하는 방식이기 때문에 감염된 시간을 특정하는 것이 어렵다는 비판이 있다.
수많은 연구소들과 기업들이 항체를 감지하는 방식의 혈청학적 검사방식을 개발하고 있다. 영국 공중 보건국은 이런 혈청학적 검사방법을 실제 환경에서 사용하고 있다.

### 영상법

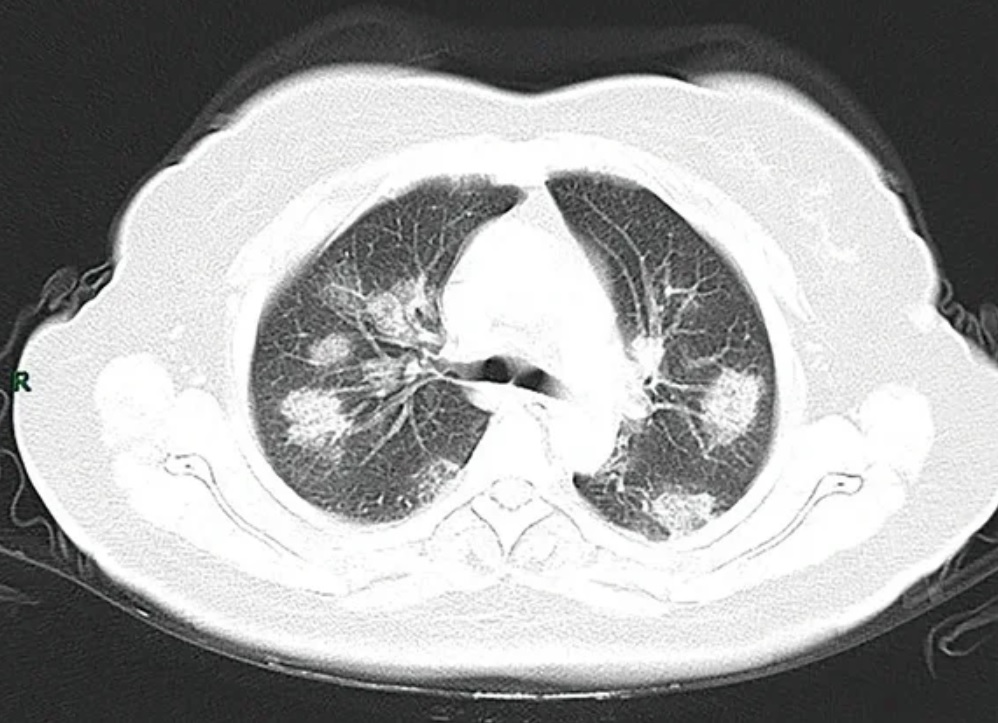
코로나19에 감염된 사람의 컴퓨터단층촬영 사진. 폐의 병변부가 흰색으로 나타난다.

코로나19에 감염된 환자들을 방사선촬영과 컴퓨터단층촬영(CT)를 통해 확인하면 간유리음영이 비대칭적으로 관찰되는것을 볼 수 있다. 이런 현상은 아데노바이러스 감염에서도 나타나기 때문에 오롯이 영상법만으로 증상의 원인이 코로나19라는 것을 확인하기란 불가능하다. 그럼에도 불구하고 영상법을 통한 검사방식이 더 빠르고 민감하다는 사실이 알려져 있다.

## 예방

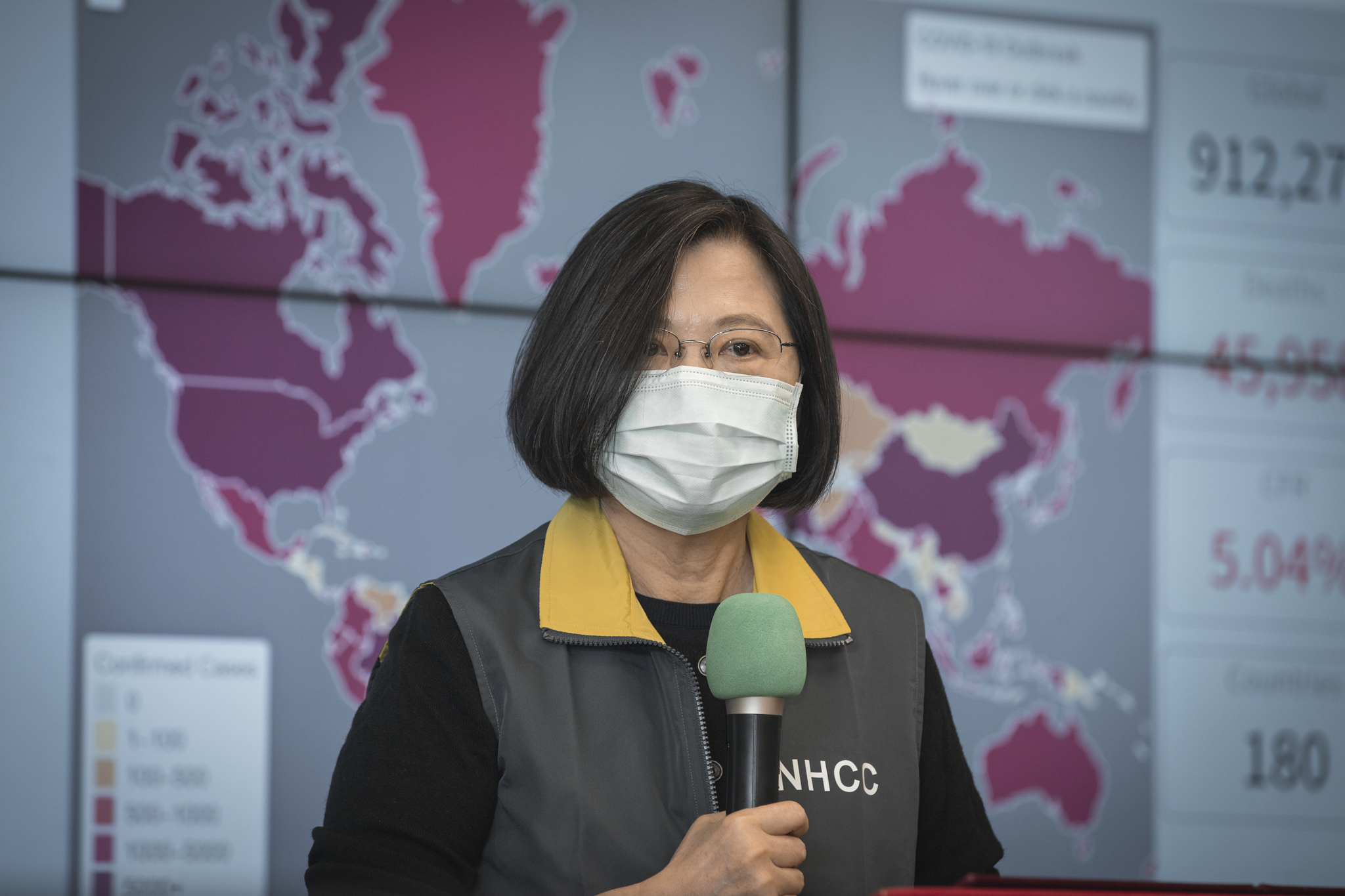
미국 질병통제예방센터와 세계보건기구는 마스크를 통해 무증상 전염을 줄일 수 있다고 밝혔다. 사진은 마스크를 착용한 중화민국 총통 차이잉원.

미국 질병통제예방센터(CDC) 에서는 현 시점에 코로나19 바이러스를 예방하는 의약품은 없다고 밝혔다. 백신이나 기타 예방 초치 없이 코로나19를 제어하는 방법은 코로나19 바이러스의 전파를 최대한 막아 의료 체제의 붕괴를 막는 것이다.
질병의 전염을 예방하기 위한 개인 위생으로는 손 씻기, 눈, 코, 입을 씻지 않은 손으로 만지지 않는 것, 공공 장소에서 마스크 등을 착용하는 것이다. 전염을 막기 위해 사회적 거리두기 또는 생활적 거리두기도 권장된다. 코로나19 증상을 보이는 사람이나, 코로나19 감염자와 같이 있었으며, 접촉했다고 생각하는 사람들은 외출을 자제하고, 각 국가의 의료기관의 안내에 따라야 한다.
많은 나라의 정부는 감염 사례가 있는 나라와 지역으로 불필요한 여행에 대해 자제 권고를 하고 있다. 중국은 야생 동물의 거래와 소비를 금지했다. 일반적으로 코로나바이러스는 저온의 건조한 환경보다 고온 다습한 환경에서 생존 기간이 더 짧은데, 이와 관련한 직접적인 자료와 바이러스 비활성화에 관련된 온도 기준 정보는 아직까지 부족하다.
접촉자 추적 조사는 보건 당국이 감염의 원인을 파악하고 추가 전염을 막는 중요한 방법이다.

#### 마스크
세계보건기구 (WHO)와 대부분의 정부 보건기관에서는 외출시에는 보건용 마스크를 착용할 것을 권고하고 있다. 이러한 권고가 내려진 대에는 감염자가 분출하는 비말에 의한 코로나바이러스의 전파를 막는 것에 있으며, 이를 통해 사회적 거리두기와 같은 확립 된 예방 조치를 보완한다. 마스크는 사람이 호흡, 기침, 대화할 때 나오는 비말의 전파를 막아준다. 많은 나라와 지방정부에서는 마스크 착용이나 코와 입을 덮는 형태의 얼굴 가리개의 착용을 의무화해 바이러스의 전파를 제한하려고 하고 있다.
대한민국에서는 보건용 마스크의 착용이 의무화되었으며, 11월 13일부터 마스크를 올바르게 착용하지 않을 시 10만원의 과태료를 부과하고 있다. 다만, 실외인 경우과 식사 등의 경우에는 제외한다. 또한, 벨브가 있는 마스크나, 마스크가 아닌 것으로 얼굴을 가리는 것은 인정하지 않는다.
2023년 5월 14일 현재, 전 세계에 어떤 나라도 모든 나라가 실외 마스크 착용이 없어지고 있다.(그 이유는 2023년에 실외 마스크 착용을 유지했던 대한민국이 실외 마스크 착용을 해제했기 때문이다." 미국, 덴마크, 프랑스, 슬로베니아, 튀르키예, 헝가리, 네덜란드의 7개국은 실내외 관계 없이 마스크를 쓸 필요가 없다. 나머지 독일, 이탈리아 등 12개 국가는 일부 의료복지 시설이나 대중교통에서 마스크 착용을 권고하고 있다. 마스크 착용을 권고하는 시설은 국가마다 다르다. 일본의 경우는 실내에서도 주위와 2m 이상 떨어져 대화가 없는 상황이라면 마스크를 벗어도 된다.

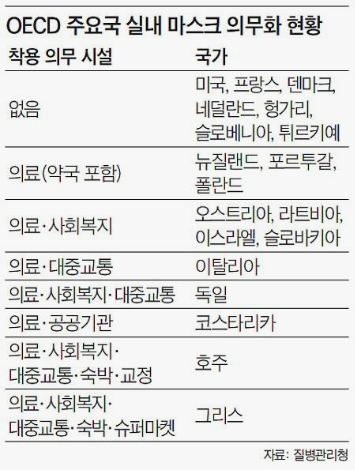
OECD 국가 실내 마스크 의무화 현황

### 손 씻기
질병의 확산을 예방하기 위해 손 씻기를 권장한다. 미국 질병 통제 예방 센터 (CDC)는 사람들이 특히 화장실에 간 후 또는 손이 더러운 경우 비누와 물로 20초 이상 손을 자주 씻을 것을 권장하고 있다. 비누와 물을 쉽게 구할 수 없는 경우 부피 기준으로 알코올이 60% 이상인 알코올 기반 손 소독제를 사용하는 것이 좋다. 세계보건기구는 또한 사람들에게 씻지 않은 손으로 눈, 코, 입을 만지지 않도록 조언한다. 세계보건기구에서는 고농축 알코올(에탄올 또는 이소프로판올)의 항균 효과가 낮은 과산화수소 농도에 의해 강화되고 세 번째 성분인 글리세롤이 보습제 역할을 하는 손 소독 용액을 제안했습니다. 이러한 제품은 상업용 손 세정제를 쉽게 구할 수 없는 외딴 지역에서도 직접 제조할 수 있습니다.

### 호흡기 위생
보건 기관은 기침이나 재채기를 할 때 구부러진 팔꿈치나 휴지 또는 마스크로 입과 코를 가리도록 권장한다. 휴지로 기침이나 재채기를 했을 경우 바로 폐기해야 한다.
말을 하거나 재채기와 기침을 할 때 분산되는 비말(침)으로 감염될 수 있기 때문에 마스크를 쓰는 것이 권장된다.

### 사회적 거리두기
사회적 거리두기는 개인 간의 밀접한 접촉을 최소화하여 질병의 확산을 늦출 수 있다. 학교, 회사, 경기장, 극장, 쇼핑몰 등 공공장소를 폐쇄하기도 하며, 또한 사람들은 집에 머물고 여행을 제한하고 붐비는 지역을 피하고 악수하지 않으며 신체적으로 다른 사람과 거리를 두어 사회적 거리를 두는 방법을 적용할 수 있다.
병원이나 의료기관에도 치료 목적이 아닌 경우 방문하는 것을 삼가도록 권장한다.

### 자가격리
코로나19로 진단된 사람과 감염된 것으로 의심되는 사람은 집에서 자가격리를 해 사람간의 감염을 막아야 한다.

## 코로나19 백신
많은 단체에서 코로나19에 대한 가능한 백신을 개발하기 위해 공개된 게놈을 사용하고 있다.
2020년 1월, 전염병대비혁신연합(CEPI)는 몬데나, 퀸즐랜드 대학교, 이노비오 제약의 2019 신종 코로나바이러스 퇴치를 위한 세 가지 프로젝트를 지원하기 시작하였다. 미국 국립보건원(NIH)은 생명 공학회사 모더나와 협력하여 2020년 5월까지 임상시험을 할 백신을 개발하기 위해 코로나바이러스와 일치하는 RNA 백신을 만드는 전략을 세우기 시작했다.

### 백신 접종
2020년 12월 8일, 영국에서 세계 최초로 코로나19 백신 접종이 시작되었다. 또한, 2021년 4월에는 대한민국도 백신 접종을 본격적으로 시작하였다.

## 대응

### 국제 대응

#### 대피
우한시와 후베이성의 봉쇄와 이 지역에서의 발발의 지속적인 바이러스 유행으로 인해 몇몇 국가는 이 지역에서 자국의 시민, 외교관 등을 대피시킬 계획을 세웠다. 이것은 주로 중국 당국에 의해 사전 허가를 받은 자국 국가의 전세 비행을 통해 이루어졌다. 일본, 인도, 미국, 프랑스, 오스트레일리아, 스리랑카, 독일, 태국은 처음으로 시민 대피 계획을 수립했다. 이후에는 대한민국 역시 시민 대피 계획을 세워 우한에 머물고 있는 약 300여명의 사람들을 자국으로 대피하였다.

#### 입국 제한
세계 여러 나라에서는 중국인 또는 최근 중국 방문객을 대상으로 한 임시 입국 금지법을 시행했거나 비자 발급을 중단하고 중국인에 대한 비자 요건을 재조정했다.몇몇 나라들은 전 세계인들의 입국을 제한을 했었다. 하지만 이러한 입국 제한은 범유행이 장기화되면서 점차 미묘되기 시작하였다.

#### 세계보건기구
WHO는 전세계적인 위협이 되는 전염병이 창궐하면, 국제적 공중보건 비상사태(Public Health Emergency of International Concern, PHEIC)를 선포할 수 있다.
1월 29일, 로이터통신은 2017년 중국이 WHO에 600억 위안(약 10조원)을 투자하는 협약을 했기 때문에, WHO가 시진핑 주석의 눈치를 보는 것 같다고 보도했다.
이번 코로나바이러스 경우 WHO는 이틀 동안 16명의 독립적인 전문가들로 구성된 긴급 위원회 논의를 거쳤다. 디디에 후상 WHO 긴급 자문위원회 의장은 비상사태 선포에 대한 위원들 의견이 50대 50으로 비등하게 엇갈렸다고 밝혔다.
WHO가 비상사태를 선포해도, WHO가 각국 정부에 명령권은 없고, 권고만 하는 것이다.
1월 30일, WHO는 긴급 위원회를 재소집해서, 국제 공중보건 비상사태(PHEIC)를 선포했다. 테워드로스 아드하놈 거브러이여수스 WHO 사무총장은 이날 자문 기구인 비상대책위원회 회의 이후 스위스 제네바의 WHO 본부에서 열린 언론 브리핑에서 이같이 말했다. 다만 중국에 대한 교역과 여행 제한에는 반대했다. 앞서 열었던 2차례 비상대책위원회 회의에서는 비상사태 안건이 부결되었다. 비상대책위원회는 강제력 있는 결정을 하는 회의체는 아니고, 자문기구로서, 비상사태 선포 여부는 오로지 사무총장의 고유 권한이다.

## 같이 보기
- 코로나바이러스 감염증
- 신종감염병
- 세계화와 질병